# 深夜的糟糕戀愛圖鑑
《深夜的糟糕戀愛圖鑑》是日本漫畫家尾崎衣良所創作的日本漫畫作品。以三位女子為主角，描述她們遇到的奇葩男友和詭異的交往狀況，是一部基於女性立場吐槽爛男人和交往大小事的搞笑紀錄集。
作品中辛辣的言論讓眾多日本女性讀者心有戚戚焉，因此也曾在網路上掀起風潮。榮獲「2017年全國書店店員推薦漫畫」第二名、「這本漫畫真厲害！2017」女子篇第四名。 

## 故事簡介
三個25歲左右的職場女子，在深夜時聊著自己的戀愛經歷，而她們的戀愛多是遇到一些奇葩男。沉浸在少女漫畫中遇到了肉食系卻自己鋪床脫襪子的男人，感覺戀愛崩壞。好不容易遇到了自己喜歡的人，對方卻是個婚後出軌的無恥男人。正在交往的對象是個剛好空窗期遇上自己，預備過完三大節慶就分手套路的男人！到底還能不能談一場愉快的戀愛啊？
圍繞在三位女主角周圍的不是什麼甜蜜蜜的愛情故事，而是各種令人匪夷所思的男性言行⋯⋯

## 登場人物
福間千代
26歲，身高156左右，沉浸在少女漫畫中長大的女子，追求王子型的男生。3個女角中屬於可愛的類型。穿著打扮為所謂「很有女人味」的那種輕飄飄的可愛服飾。故事中有一個男朋友八代。高中大學各交了一個男朋友，不過因為各種奇葩理由而分手。隨著年齡增長，注意到了許多年輕時不會注意的地方。對於少女漫相當憧憬，甚而使男朋友朝向王子之路邁進。但漸漸發覺現實中的少女漫畫情節的各種矛盾之處，慢慢醒悟過來。
古賀円
25歲，身高163左右，初中時還算是個優等生，高中時成為了不良少女，握力是全年級第一（男女通用）。是個黑長髮美女，卻不知為何總是招惹到已婚男。髮型有時會燙成捲髮，有時會在拉成黑直髮。強項是英語，耳朵很靈光（說不定歌唱也很好）。多數時間穿著休閒款的裙裝。為人直率（S的傾向），嘴巴非常毒舌，時常在渣男講完渣話後狠嗆對方一頓。是個處女，卻懂得很多技術上的知識，沒有穩定交往的對象，是故事中跟最多渣男戰鬥的可憐女子。
千鳥佐和子
26歲，身高160左右，被渣男寄生的可憐女角。明明不是女神角色，卻從不缺男朋友（雖幾乎都是奇葩男）的類型。本質上是個認真的人，熱戀時會為了對方傾盡一切，一清醒後就會變得非常冷漠。嘴巴非常毒舌，性格抖S。工作是法律或行政書士。偶爾會穿裙子，但多數時間是褲裝。故事開始時跟諒交往。由於對方說先交往2個月也行，很努力的樣子讓佐和子有些心動，相處後才發現對方形同廢物。漸漸形成一種「諒耍智障→佐和子忍耐→佐和子發火→佐和子爆嗆諒→諒哭求原諒」的奇妙關係。家事萬能，料理萬能，薪水比男朋友諒還高。在第25話時，由於諒的朋友勸諒分手和佐和子發現諒完全不關心自己，感情出現了裂縫，最後諒提出了分手。雖然後來諒又回苦求，不過目前沒有復合。
八代
千代的男朋友，長的帥氣，而且體貼。有一種橄欖員運動型的感覺。為了千代去學騎馬。因為肉食系卻會自己鋪床而使千代落荒而逃。努力學習如何成為王子型的人。
諒
佐和子的男朋友，本質上是一個誠實的人，但從小被父母嬌生慣養長大，變成一個媽寶。由於家庭影響，有著大男人主義。完全的生活白癡，好幾次都跟佐和子差點鬧分手，但都會（糾纏）哭求原諒。第25話時受朋友影響跟佐和子分手。

## 出版書籍
| 冊數 | 小學館        | 小學館                 | 尖端出版社     | 尖端出版社            |
| 冊數 | 發售日期      | ISBN                   | 發售日期       | ISBN                  |
| ---- | ------------- | ---------------------- | -------------- | --------------------- |
| 1    | 2015年4月10日 | ISBN 978-4-09-137342-7 | 2018年12月5日  | ISBN 978-957-108372-8 |
| 2    | 2016年8月10日 | ISBN 978-4-09-138546-8 | 2018年12月5日  | ISBN 978-957-108373-5 |
| 3    | 2017年9月8日  | ISBN 978-4-09-139569-6 | 2020年7月9日   | ISBN 978-957-108984-3 |
| 4    | 2018年7月10日 | ISBN 978-4-09-870160-5 | 2020年10月14日 | ISBN 978-957-109125-9 |
| 5    | 2018年11月9日 | ISBN 978-4-09-870244-2 |                |                       |
| 6    | 2019年11月8日 | ISBN 978-4-09-870565-8 |                |                       |
| 7    | 2020年6月10日 | ISBN 978-4-09-871018-8 |                |                       |

## 電視劇
2018年10月7日由朝日放送電視台宣布製作連續劇。於朝日電視台同系列頻道《電視劇L》（ドラマL）時段上放送。

## 外部連結
- 漫畫《深夜的糟糕戀愛圖鑑》 （页面存档备份，存于） - 小學館（日語）
- 電視劇《深夜的糟糕戀愛圖鑑》 （页面存档备份，存于） - 朝日放送電視台（日語）
  - 【公式】ドラマ「深夜のダメ恋図鑑」的X（前Twitter）（日語）
  - 【公式】ドラマL『深夜のダメ恋図鑑』的Instagram帳戶（日語）

| 日本 朝日放送電視台・朝日電視台 電視劇L | 日本 朝日放送電視台・朝日電視台 電視劇L        | 日本 朝日放送電視台・朝日電視台 電視劇L |
| --------------------------------------- | ---------------------------------------------- | --------------------------------------- |
|                                         | 深夜的糟糕戀愛圖鑑 （2018年10月7日 - 12月9日） |                                         |
| 幸福小房間 （2018年7月8日 - 9月23日）   | Perfect Crime （2019年1月20日 - 3月24日）      |                                         |